# Norns Range
Norns Range är ett berg i Kanada.   Det ligger i provinsen British Columbia, i den södra delen av landet, 3 200 km väster om huvudstaden Ottawa. Toppen på Norns Range är 2 330 meter över havet, eller 70 meter över den omgivande terrängen. Bredden vid basen är 0,49 km.
Terrängen runt Norns Range är kuperad åt sydväst, men åt nordost är den bergig.Trakten runt Norns Range är nära nog obefolkad, med mindre än två invånare per kvadratkilometer.. Det finns inga samhällen i närheten.
I omgivningarna runt Norns Range växer i huvudsak barrskog.